# Bez mé řiti ne
Bez mé řiti ne (v anglickém originále Terrance and Phillip in Not Without My Anus) je první díl druhé řady amerického komediálního animovaného televizního seriálu Městečko South Park.

## Děj
Scott se snaží usvědčit Terrance z vraždy, ale neuspěje. Po soudu mu zavolá Saddám Husajn, který mu poradí, že když Terence a Phillipa dostane z Kanady, tak musí do Kanady dostat Husajna. Terence je nucen hledat v Íránu svou dceru, jejíž matkou je Céline Dion. Terence s Phillipem ji prakticky hned po příletu do Íránu najdou a vrátí se s ní do Kanady. Tam se mezitím vlády ujímá Saddám Husajn, jemuž se tak daří plnit plán na ovládnutí světa. Scott obviní Terence a Phillipa z irácké invaze a předá jim bombu, kterou se musí vyhodit do vzduchu se Saddámovými vojáky při dovršení invaze při fotbalovém zápase. Terence a Phillip však vymyslí důmyslný plán. Při projevu Saddáma si všichni Kanaďané v publiku navlečou protichemické masky a prdnou si, čímž usmrtí Husajna, kterému pak ještě při zpěvu kanadské hymny utrhnou hlavu a ruku.